# Zanthoxylum amamiense
Zanthoxylum amamiense är en vinruteväxtart som beskrevs av Jisaburo Ohwi. Zanthoxylum amamiense ingår i släktet Zanthoxylum och familjen vinruteväxter. Inga underarter finns listade i Catalogue of Life.